# Liste de botanistes
Cette liste alphabétique énumère les botanistes qui font l'objet d'un article (en français ou en d'autres langues), ou qui sont cités dans un article.

## A
- Erik Acharius (1757-1819)
- Julián Baldomero Acuña Galé (1900-1973)
- Johann Friedrich Adam (1780-1838)
- Robert Stephen Adamson (1885-1965)
- Michel Adanson (1727-1806)
- Adam Afzelius (1750-1837)
- Carl Adolph Agardh (1785-1859)
- Jakob Georg Agardh (1813-1901)
- Nicolas Ager, dit aussi Agerius (1568-1634)
- Giuseppe Agosti (1715-1786)
- Herbert Kenneth Airy Shaw (1902-1985)
- James Edward Tierney Aitchison (1836-1898)
- William Aiton (1731-1793)
- Laurent Aké Assi (1931-2014)
- William Townsend Aiton (1766-1849)
- Abu Muhammad Ibn al-Baitar (v.1190-1248)
- Johannes Baptista von Albertini (1769-1831)
- Nikolai Michailowitsch Albow (1866-1897)
- Cornelis Rugier Willem Karel van Alderwerelt van Rosenburgh (1863-1936)
- Ulisse Aldrovandi (1522-1605)
- Paul Alexandre (1838-1883)
- Frédéric-Louis Allamand (1736-après 1803)
- Gaston Allard (1838-1918)
- Jules Allemand (?-1916)
- Francisco Freire Allemão (1797–1874)
- Carlo Allioni (1828/29-1804)
- Pierre Allorge (1891-1944)
- Prospero Alpini (1553-1617)
- Arthur Hugh Garfit Alston (1902-1958)
- Charles Alston (1683-1760)
- José Antonio Alzate (1737-1799)
- Bartolomeo Ambrosini (1588-1657)
- Johann Amman (1707-1741)
- Pierre-Joseph Amoreux (1741-1824)
- James Anderson (1739-1808)
- James Anderson (1738-1809)
- Edgar Shannon Anderson (1897-1969)
- Henry Cranke Andrews (fl. 1794-v.1830)
- Henry Nathaniel Andrews (1910-2002)
- Luigi Anguillara (1512-1570)
- Franz Antoine (1815-1886)
- Agnes Arber (1879-1960)
- Edward Alexander Newell Arber (1870-1918)
- Pietro Arduino (1728-1805)
- Jose Arechavaleta y Balpardo (1838-1912)
- Jean Arènes (1898-1960)
- Chester Arthur Arnold (1901-1977)
- Ferdinand Christian Gustav Arnold (1828-1901)
- George Arnott Walker Arnott (1799-1868)
- Johan Israel Axel Arrhenius (it) (1858-1950)
- Johan Peter Arrhenius (sv) (1811-1889)
- Joseph Charles Arthur (1850-1942)
- Casimir Arvet-Touvet (1841-1913)
- Paul Friedrich August Ascherson (1834-1913)
- David Ashton (botaniste) (en) (1927-2005)
- Anna Atkins (1799-1871)
- George Francis Atkinson (1854-1918)
- Attale III (171 av. J.-C.-133 av. J.-C.)
- Victor Audouin (1797-1841)
- Pierre-Joseph D'Avoine (1803-1854)
- Gérard-Guy Aymonin (1934-2014)

## B
- Charles Cardale Babington (1808-1895)
- Churchill Babington (1821-1889)
- Jean-Marie Bachelot de La Pylaie (1786-1856)
- Curt Backeberg (1894-1966)
- James Backhouse (1794-1869)
- Carl Gabriel Baenitz (1837-1913)
- Frederick Manson Bailey (1827-1915)
- Frederick Markham Bailey (1882-1967)
- Liberty Hyde Bailey (1858-1954)
- William Whitman Bailey (1843-1914)
- Henri Ernest Baillon (1827-1895)
- Charles Fuller Baker (1872-1927)
- John Gilbert Baker (1834-1920)
- Sarah Martha Baker (1887-1917)
- Giovanni Battista Balbis (1765-1831)
- William Baldwin (1779-1819)
- Isaac Bayley Balfour (1853-1922)
- John Hutton Balfour (1808-1884)
- Francis Ballard (1896-1975)
- Edward Nathaniel Bancroft (1772-1842)
- John Banister (1650-1692)
- Joseph Banks (1743-1820)
- Richard Baron (1847-1907)
- Jacques Barbeu du Bourg (1709-1779)
- William Barbey (1842-1914)
- João Barbosa Rodrigues (1842-1909)
- Rupert Charles Barneby (1911-2000)
- Richard Baron (1847-1907)
- Peter Barr (1825-1909)
- Adolphe de Barrau (1803-1884)
- Jacques Barrelier (1606-1673)
- Jeanne Barret (1740-1807)
- Wilhelm Barthlott (1946-)
- Friedrich Gottlieb Bartling (1798-1875)
- Benjamin Smith Barton (1766-1815)
- John Bartram (1699-1777)
- William Bartram (1739-1823)
- Anton de Bary (1831-1888)
- James Bateman (1811-1897)
- August Johann Georg Karl Batsch (1761-1802)
- Jules Aimé Battandier (1848-1922)
- Jean Bauhin (1541-1612)
- Gaspard Bauhin (1560-1624)
- Johann Christian Gottlob Baumgarten (1765-1843)
- Rolla Kent Beattie (1875-1960)
- Georges Eugène Charles Beauvisage (1852-1925)
- Johann Matthäus Bechstein (1757-1822)
- Günther von Mannagetta und Lërchenau Beck 1856-1931)
- Lewis Caleb Beck (1798-1853)
- Richard Henry Beddome (1830-1911)
- Hans Hermann Behr (1818-1904)
- Martinus Willem Beijerinck (1851-1931)
- Ludwig Beissner (1843-1927)
- Jelena de Belder-Kovačič (1925-2003)
- David Bellamy (1933-)
- Auguste Bellynck (1814-1877)
- Pierre Belon (1517-1564)
- Alfred William Bennett (1833-1902)
- George Bennett (1804-1893)
- John Joseph Bennett (1801-1876)
- George Bentham (1800-1884)
- Robert Bentley (1821-1893)
- Joseph Charles Bequaert (1886-1982)
- Louis Berckmans (1801-1883)
- Otto Karl Berg (1815-1866)
- Alwin Berger (1871-1931)
- Jean Bergeret (1751-1813)
- Jean-Pierre Bergeret (1752-1813)
- Peter Jonas Bergius (1730-1790)
- Miles Joseph Berkeley (1803-1889)
- Antonio Berlese (1863-1927)
- Laurent Bernard Berlèse (1784-1863)
- Andreas Berlin (1746-1773)
- Noël Bernard (1874-1911)
- Jacques-Henri Bernardin de Saint-Pierre (1737-1814)
- Johann Jakob Bernhardi (1774-1850)
- Edward Wilber Berry (1875-1945)
- Gottfried Dietrich Wilhelm Berthold (1854-1937)
- Charles Eugène Bertrand (1851-1917)
- Paul Bertrand (1879-1944)
- Wilibald Swibert Joseph Gottlieb von Besser (1784-1842)
- Charles Edwin Bessey (1845-1915)
- Pehr Johan Beurling (1800-1866)
- Hiëronymus van Beverninck (1614-1690)
- John Carne Bidwill (1815-1853)
- Rowland Henry Biffen (1874-1949)
- Jacob Bigelow (1787-1879)
- Gustav Johan Billberg (1772-1844)
- Carl Heinrich Schultz Bipontinus (1805-1867)
- Jonas Bjurzon (1810-1882)
- Elizabeth Blackwell (1707-1758)
- Patrick Blair (?-1728)
- Sidney Fay Blake (1892-1959)
- Stanley Thatcher Blake (1910-1973)
- Patrick Blanc (1953-)
- Pierre Blancard (1741-1826)
- Jacques Samuel Blanchet (1807-1875)
- Louis Blaringhem (1878-1958)
- Ethelbert Blatter (1877-1934)
- Donald Frederick Blaxell (1934-
- Carl Ludwig Blume (1789-1862)
- Paolo Silvio Boccone (1633-1704)
- Hieronymus Bock (1498-1554)
- Giovanni Bodeo da Stapelio (1602-1636)
- Georg Rudolf Boehmer (1723-1803)
- Joseph Anton Böhm (1831-1893)
- Désiré Georges Jean Marie Bois (1856-1946)
- Pierre Augustin Boissier de Sauvages (1710-1795)
- Pierre Edmond Boissier (1810-1885)
- Joseph Hugues Boissieu La Martinière (1758-1788?)
- Alphonse Boistel (1836-1908)
- Pierre Boitard (1789-1859)
- Pierre Boiteau (1911-1980)
- Louis Hyacinthe Boivin (1808-1852)
- Wenceslas Bojer (1795-1856)
- Henry Nicholas Bolander (1831-1897)
- Harold Charles Bold (1909-1987)
- Friedrich Franz Bolle (1905-1999)
- Charles Bommer (1866-1938)
- Francesco Bonafede (1474-1558)
- Matthieu Bonafous (1793/1794-1852)
- Roland Bonaparte (1858-1924)
- Gustave Henri Bonati (1873-1927)
- August Gustav Heinrich von Bongard (1786-1839)
- Charles Bonnet (1720-1793)
- Gaston Bonnier (1853-1922)
- Aimé Bonpland (1773-1858)
- Vincze von Borbás (1844-1905)
- Alexandre Boreau (1803-1875)
- Attila L. Borhidi (1932-)
- Antonina Georgievna Borissova (1903-1970)
- Jean-Baptiste Édouard Bornet (1828-1911)
- Joseph Friedrich Nicolaus Bornmüller (1862-1948)
- William Borrer (1781-1862)
- Jean-Baptiste Bory de Saint-Vincent (1778-1846)
- Louis-Augustin Bosc d'Antic (1759-1828)
- Roelof Benjamin van den Bosch (1810-1862)
- Jagadish Chandra Bose (1858-1937)
- Dominique Bouchet-Doumenq du nom de sa femme (1871-1844)
- Émile Boudier (1828-1920)
- Jean-Nicolas Boulay (1837-1905)
- George Albert Boulenger (1858-1937)
- Eugène Bourgeau (1813-1877)
- Louis Bouton (1800-1878)
- Georges Bouvet (1850-1929)
- Frederick Orpen Bower (1855-1948)
- William Dunlop Brackenridge (1810-1893)
- Richard Bradley (1688-1732)
- Karel Brančik (1842-1915)
- Mary Katharine Brandegee (1844-1920)
- Alexander Karl Heinrich Braun (1805-1877)
- Josias Braun-Blanquet (1884-1980)
- Louis Alphonse de Brébisson (1798-1872)
- Julius Oscar Brefeld (1839-1925)
- John Patrick Micklethwait Brenan (1917-1985)
- Nicolas Bréon (1785-1864)
- Giacomo Bresadola (1847-1929)
- Alphonse du Breuil (1811-1885)
- William Henry Brewer (1828-1910)
- Percy Wragg Brian (1910-1979)
- John Isaac Briquet (1870-1931)
- Charles-François Brisseau de Mirbel (1776-1854)
- Elizabeth Britton (1858-1934)
- Nathaniel Lord Britton (1859-1934)
- Jean Brohon (?-1575)
- Olof Bromelius (1639-1705)
- Adolphe Brongniart (1801-1876)
- Murray Ian Hill Brooker (1934-)
- Felix de Avelar Brotero (1744-1828)
- Pierre Marie Auguste Broussonet (1761-1807)
- Addison Brown (1830-1913)
- Clair Alan Brown (1903-1982)
- Helen Jean Brown (1903-1982)
- Nicholas Edward Brown (1849-1934)
- Robert Brown (1773-1858)
- Walter Varian Brown (1913-1977)
- Louis-Ovide Brunet (1826-1876)
- Otto Brunfels (v.1488-1534)
- Francis Buchanan-Hamilton (1762-1829)
- Fedor Vladimirovic Buchholz (1872-1924)
- Georges-Louis Leclerc de Buffon (1707-1788)
- Sergueï Mikhailovitch Bukasov (1891-1983)
- Pierre Bulliard (1752-1793)
- Alexander von Bunge (1803-1890)
- Gian Francesco Buonamico (1639-1680)
- Luther Burbank (1849-1926)
- Nancy Tyson Burbidge (1912-1977)
- Hervé Maurice Burdet (né en 1939)
- Hans Edmund Nicola Burgeff (1883-1976)
- William Carl Burger (1932-)
- Arturo Eduardo Burkart (1906-1975)
- Johannes Burman (1707-1780)
- Nicolaas Laurens Burman (1734-1793)
- Gilbert Thomas Burnett (1800-1835)
- Edward Angus Burt 1859-1939)
- Joseph Burtt Davy (1870-1940)
- Bernard Dearman Burtt (1902-1938)
- Priscilla Susan Bury (1790-1870)
- Augier Busbeck (1522-1592)
- Robert Buser (1857-1931)
- François du Buysson (1825-1906)
- Robert du Buysson (1861-1946)

## C
- Ángel Lulio Cabrera (1908-1999)
- Thérésien Cadet (1937-1987)
- Aimo Kaarlo Cajander (1879-1943)
- Jean-Louis Calandrini (1703-1758)
- Albert Callay (1822-1896)
- George Caley (1770-1829)
- Jacques Cambessèdes (1799-1863)
- Henri Camefort (XXe siècle)
- Jiří Josef Camel (1661-1706)
- Joachim Camerarius le Jeune (1534-1598)
- Rudolf Jakob Camerarius (1665-1721)
- Ella Campbell (1910-2003)
- Frederick Campion Steward (1904-1993)
- Aimée Antoinette Camus (1879-1965)
- Alphonse Pyrame de Candolle (1806-1893)
- Anne Casimir Pyrame de Candolle (1836-1918)
- Augustin Pyrame de Candolle (1778-1841)
- René Paul Raymond Capuron (1921-1971)
- Martin Cárdenas (1899-1973)
- Élie-Abel Carrière (1818-1896)
- Théodore Caruel (1830-1898)
- André Maurício Vieira de Carvalho (1951-2002)
- George Washington Carver (v.1864/1864-1943)
- Robert Caspary (1818-1887)
- Alexandre Henri Gabriel de Cassini (1871-1932)
- Antonius Castor (Ier siècle)
- Maurice Caullery (1868-1958)
- Antonio José Cavanilles (1745-1804)
- Karel Cejp (1900-1979)
- Jacques Philippe Martin Cels (1740-1806)
- Olof Celsius (1670-1756)
- Jean-Nicolas Céré (1738-1810)
- Vicente Cervantes (1755-1829)
- Andrea Cesalpino (1519-1603)
- Vincenzo de Cesati (1806-1883)
- Charles Joseph Chamberlain (1863-1943)
- Adelbert von Chamisso (1781-1838)
- Anselme-Benoît Champagneux (1774-1845)
- Yong Tian Chang (1936-)
- Pierre Chanoux (1828-1909)
- John Chapman (1774-1845)
- Mark Wayne Chase (1951-)
- Gaspard Adolphe Chatin (1813-1901)
- Joannès Charles Melchior Chatin (1847-1912)
- Louis Athanase Chaubard (1781-1854)
- Louis Gustave Chauveaud (1859-1933)
- Jean-Charles Chedeau (1825-1906)
- Edwin Cheel (1872-1951)
- Thomas Frederic Cheeseman (1846-1923)
- François Fulgis Chevallier (1796-1840)
- Boris Chichkine (1886-1963)
- Eugène-Victorin Chichou (1828-1904)
- Emilio Chiovenda (1871-1941)
- Robert Hippolyte Chodat (1865-1934)
- Pierre-Jean-Baptiste Chomel (1671-1740)
- Konrad Hermann Heinrich Christ (1833-1933)
- Carl Frederik Albert Christensen (1872-1942)
- Tyge Ahrengot Christensen (1918-1996)
- Jindřich Chrtek (1930-)
- Woon Young Chun (1890-1971)
- Adolf Cieslar (1858-1934)
- Joseph Philippe de Clairville (1742-1830)
- Arthur Roy Clapham (1904-1960)
- Georges Claraz (1832-1930)
- Marc Antoine Louis Claret de La Tourrette (1729-1793)
- Jacques Clarion (1779-1844)
- Charles Baron Clarke (1832-1906)
- John Clayton (v.1685/86-1773)
- George Clifford (1685-1760)
- George William Clinton (1807-1885)
- Dominique Clos (1821-1908)
- Theodore Dru Alison Cockerell (1866-1948)
- Célestin Alfred Cogniaux (1841-1916)
- Ferdinand Julius Cohn (1828-1898)
- Cadwallader Colden (1688-1776)
- Jane Colden (1724-1766)
- Henry Thomas Colebrooke (1765-1837)
- William Colenso (1811-1899)
- Iris Sheila Collenette (1927-)
- Jean Nicolas Collignon (1762–1788)
- Peter Collinson (1694-1768)
- Marie-Louis-Georges Colomb (1856-1945)
- Fabio Colonna (1567-1640)
- Jean Comandon (1877-1970)
- Raoul Combes (1883-1964)
- Caspar Commelijn (1667-1731)
- Jan Commelijn (1629-1692)
- Philibert Commerson (1727-1773)
- José Mariano da Conceição Vellozo (1742-1811)
- Michelangelo Console (1812-1897)
- Theodore Cooke (1836-1910)
- James Graham Cooper (1830-1902)
- Edwin Bingham Copeland (1873-1964)
- Herbert Copeland (1902-1968)
- Louis Corbière (1850-1941)
- Euricius Cordus (1486-1535)
- Valerius Cordus (1515-1544)
- Robert Corillion (1908-1997)
- Maxime Cornu (1843-1901)
- Jacques Philippe Cornut (1606-1651)
- Carl Correns (1864-1933)
- Ernest Saint-Charles Cosson (1819-1889)
- Antonio Costa Allem (1949-)
- Julien Noël Costantin (1837-1936)
- Hippolyte Coste (1858-1924)
- John Merle Coulter (1851-1928)
- René Courcelle (1886-1955)
- Frederick Vernon Coville (1867-1937)
- Richard Sumner Cowan (1921-1997)
- Carl Eduard Cramer (1831-1901)
- François Crépin (1830-1903)
- Léon Camille Marius Croizat (1894-1982)
- Glynis V. Cron (1960-)
- Arthur Cronquist (1919-1992)
- Hippolyte-Marie Crouan (1802-1871)
- Pierre-Louis Crouan (1798-1871)
- José Cuatrecasas (1903-1996)
- Johannes de Cuba (XVe siècle)
- Nicholas Culpeper (1616-1654)
- Allan Cunningham (1791-1839)
- Mary Katharine Curran (1844-1920)
- Moses Ashley Curtis (1808-1872)
- William Curtis (1746-1799)
- Winifred Mary Curtis (1905-2005)
- Jakob Laurenz Custer (1755-1828)

## D
- Auguste Prosper Daguillon (1862-1908)
- Anders Dahl (1751-1789)
- Rolf Martin Theodor Dahlgren (1932-1987)
- Agostino Daldini (1817-1895)
- Jacques Daléchamps (1513-1588)
- Louis-Alexandre Dambourney (1722-1795)
- Carl Lebrecht Udo Dammer (en) (1860-1920)
- William Dampier (1651-1715)
- Pierre Augustin Dangeard (1862-1947)
- Lucien Louis Daniel (1856-1940)
- Francis Darwin (1848-1925)
- Edmond Davall (1793-1860)
- Edmund Davall (1763-1798)
- Armand David (1826-1900)
- William Davisson (1593-1669)
- Adrien Davy de Virville (1896-1967)
- Odon Debeaux (1826-1910)
- Joseph Decaisne (1807-1882)
- Raymond Decary (1891-1973)
- Yves Delange (1926-1919)
- Charles Jean Louis Delastre (1792-1859)
- Pierre Jean Marie Delavay (1834-1895)
- Benjamin Delessert (1773-1847)
- Alire Raffeneau-Delile (1778-1850)
- Stefano Delle Chiaje (1794-1860)
- Federico Delpino (1833-1905)
- Fernand Demaret (1911-2008)
- Victor Pierre Ghislain De Moor (1827-1895)
- Jacques Amable Nicolas Denesle (1735-1849)
- Pierre Alfred Déséglise (1823-1883)
- René Desfontaines (1750-1833)
- Charles des Moulins (1798-1875)
- Jean-Baptiste-René Pouppé Desportes (1704-1748)
- Louis Despréaux Saint-Sauveur (1794-1843)
- Nicaise Augustin Desvaux (1784-1856)
- Giovanni Battista De Toni (1864-1924)
- André Pascal Alexandre De Vos (1834-1889)
- Émile Deyrolle (1838-1917)
- William Campbell Dickison (1941-1999)
- Didrik Ferdinand Didrichsen (1814-1887)
- Georg Dieck (1847-1925)
- Ludwig Diels (1874-1945)
- Adam Dietrich (1711-1782)
- Albert Gottfried Dietrich (1795-1856)
- David Nathaniel Friedrich Dietrich (1800-1888)
- Johann Jacob Dillenius (1684-1747)
- Al-Dinawari (828-896)
- Sámuel Diószegi (1760-1813)
- Henry Horatio Dixon (1869-1953)
- Dioscoride (v.40-v.90)
- Denis Dodart (1634-1707)
- Rembert Dodoens (1517-1585)
- Karel Domin (1882-1953)
- David Don (1799-1841)
- George Don (1798-1856)
- James Donn (1758-1813)
- John Donnell Smith (1829-1928)
- Theodor Dorsten (1492-1552)
- David Douglas (1799-1834)
- Charles Isidore Douin (1858-1944)
- Robert Jack Downs (1923-)
- Emmanuel Drake del Castillo (1855-1904)
- John Dransfield (1945-)
- Pierre Auguste Joseph Drapiez (1758-1856)
- Francis Elliott Drouet (1907-1982)
- George Claridge Druce (1850-1932)
- Jonas C. Dryander (1748-1810)
- Michel Félix Dunal (1789-1856)
- Louis-Marie Aubert du Petit-Thouars (1758-1831)
- Pierre Étienne Simon Duchartre (1811-1894)
- Henri Louis Duhamel du Monceau (1700-1782)
- Joseph Dulac (1827-1897)
- Georges Louis Marie Dumont de Courset (1746-1824)
- Barthélemy Charles Joseph Du Mortier (1797-1878)
- Wilbur Howard Duncan (1910-2005)
- Élie Magloire Durand (1794-1873)
- Théophile Alexis Durand (1855-1912)
- Jean-François Durande (1732-1794)
- Antonio Durazzini (1740–1810)
- Claude Duret (v.1570-1611)
- Gustave Dutailly (1846-1906)
- Henri Auguste Duval (1777-1814)

## E
- Michael Pakenham Edgeworth (1812-1881)
- Thomas Edmondston (1825-1846)
- Christian Gottfried Ehrenberg (1795-1876)
- Friedrich Ehrendorfer (1929-)
- Georg Dionysius Ehret (1708-1770)
- Jakob Friedrich Ehrhart (1742-1795)
- August Wilhelm Eichler (1839-1887)
- Karl Eduard von Eichwald (1795-1876)
- Erik Leonard Ekman (1883-1931)
- Heinz Ellenberg (1919-1997)
- Walter Elliot (1803-1887)
- Stephen Elliott (1771-1830)
- Henry John Elwes (1846-1922)
- Louis Emberger (1897-1969)
- Stephan Ladislaus Endlicher (1804-1849)
- George Engelmann (1832-1884)
- Adolf Engler (1844-1930)
- Johann Friedrich von Eschscholtz (1793-1831)
- Hans-Joachim Esser (1960-)
- Constantin von Ettingshausen (1826-1897)
- Eduard Friedrich von Eversmann (1794-1860)
- Joseph Andorfer Ewan (1909-1999)
- Alfred James Ewart (1872-1937)
- Arthur Wallis Exell (1901-1993)

## F
- Knut Fægri (1909-2001)
- Louis Fage (1883-1964)
- David Fairchild (1869-1954)
- Johann Peter Falck (1732-1774)
- Hugh Falconer (1808-1865)
- John Falconer (XVIe siècle)
- Carl Frederick Fallén (1764-1830)
- Gabriel Fallope (v.1523-1562)
- Andreï Sergueïevitch Famintsyne (1835-1921)
- Paul Guillaume Farges (1844-1912)
- William Gilson Farlow (1844-1919)
- Urbain Jean Faurie (1847-1915)
- William Fawcett (1851-1926)
- Antoine Laurent Apollinaire Fée (1789-1874)
- Luigi Fenaroli (1899-1980)
- Merritt Lyndon Fernald (1873-1950)
- Celestino Fernández-Villar (en) (1838-1907)
- Giovanni Battista Ferrari (1584-1655)
- Louis Éconches Feuillée (1660-1732)
- Eduard Fischer (1861-1939)
- Friedrich Ernst Ludwig von Fischer (1782-1854)
- Jost Fitschen (1869-1947)
- Richard Fitter (1913-2005)
- Charles Henri Marie Flahault (1852-1935)
- Carl Rudolf Florin (1894-1965)
- François-Emmanuel Fodéré (1764-1835)
- Henry Ogg Forbes (1851-1932)
- Pehr Forsskål (1732-1763)
- Benjamin Meggot Forster (1764-1829)
- Georg Forster (1754-1794)
- Edward Forster (1765-1849)
- Johann Reinhold Forster (1729-1798)
- Thomas Furly Forster (1761-1825)
- William Forsyth (1737-1804)
- Robert Fortune (1812-1880)
- Julien Foucaud (1847-1904)
- Auguste Denis Fougeroux de Bondaroy (1732-1789)
- Amédée Fouillade (1870-1954)
- Eugène Pierre Nicolas Fournier (1834-1884)
- Paul Victor Fournier (1877-1964)
- Adrien René Franchet (1834-1900)
- William Douglas Francis (1889-1959)
- Charles Fraser (1788-1831)
- John Fraser (1750-1811)
- Heinrich Freiherr von Handel-Mazzetti (1882-1940)
- John Charles Frémont (1813-1890)
- François Fresneau de La Gataudière (1703-1770)
- Amédée François Frézier (1682-1773)
- Alberto Vojtěch Frič (1882-1944)
- Elias Magnus Fries (1794-1878)
- Theodor Magnus Fries (1832-1913)
- Karl Fritsch (1864-1934)
- Imre Frivaldszky (1799-1870)
- Leonhart Fuchs (1501-1566)
- Jean Baptiste Christian Fusée-Aublet (1720-1778)

## G
- Joseph Gaertner (1732-1791)
- Philipp Gottfried Gaertner (1754-1825)
- Andrew Thomas Gage (1871-1945)
- François Gagnepain (1866-1952)
- Benjamin Gaillon (1782-1839)
- Giorgio Gallesio (1772-1839)
- Michel Gandoger (1850-1926)
- William Francis Ganong (1864-1941)
- Christian August Friedrich Garcke (1819-1904)
- Alexander Garden (1730-1791)
- George Gardner (1812-1849)
- Joseph Gärtner (1732-1791)
- Karl Friedrich von Gärtner (1772-1850)
- Guglielmo Gasparrini (1804-1866)
- Johann Gustav Gassner (1881-1955)
- David Murray Gates (1921-2016)
- Reginald Ruggles Gates (1882-1962)
- Augustin Gattinger (1825-1903)
- Charles Gaudichaud-Beaupré (1789-1854)
- Charles-Théophile Gaudin (1822-1866)
- Jean-François-Aimé-Philippe Gaudin (1766-1833)
- Henri Gaussen (1891-1981)
- Claude Gay (1800-1873)
- Patrick Geddes (1854-1932)
- Adalbert Geheeb (1842-1909)
- Jean-Marie Géhu (1930-)
- Eduard Ferdinand Geiseler (1781-1827)
- Gaston Genevier (1830-1880)
- Alwyn Howard Gentry (1945-1993)
- Howard Scott Gentry (1903-1993)
- Alexander Segger George (1939-)
- John Gerard (1545-1611/1612)
- Frédéric Gérard (1806-1852)
- Louis Gérard (1733-1819)
- Jacques Nicolas Ernest Germain de Saint-Pierre (1814-1882)
- Conrad Gessner (1516-1565)
- Luca Ghini (1490-1566)
- Alfred Giard (1846-1908)
- Lilian Suzette Gibbs (1870-1925)
- Alexander Gibson (1800-1867)
- Ernst Friedrich Gilg (1867-1933)
- Jean-Emmanuel Gilibert (1741-1814)
- Justin Gillet (1886-1943)
- Frédéric Charles Jean Gingins de la Sarraz (1790-1863)
- Paul Dietrich Giseke (1741-1796)
- Johann Gottlieb Gleditsch (1714-1786)
- Johann Friedrich Gmelin (1748-1804)
- Johann Georg Gmelin (1709-1755)
- Samuel Gottlieb Gmelin (1744-1774)
- Alexandre Godefroy-Lebeuf (1852-1903)
- Karl Immanuel Eberhard Goebel (1835-1932)
- Emílio Augusto Goeldi (1859-1917)
- Johann Wolfgang von Goethe (1749-1832)
- Hossein Gol-e-Golab (en) (1895-1984)
- Karl Ludwig Goldbach (1793-1824)
- Manuel Gómez de la Maza y Jiménez (1867-1916)
- Ronald Good (1896-1992)
- George Lincoln Goodale (1839-1923)
- John Goodyer (1592-1664)
- Johann Heinrich Robert Göppert (1800-1884)
- George Gordon (1806-1879)
- Ivan Gorojankine (1848-1904)
- Antoine Gouan (1733-1821)
- Rafaël Herman Anna Govaerts (1968-)
- Robert Graham (1786-1845)
- Jules Gravereaux (1844-1916)
- Louis Graves (1791-1857)
- Asa Gray (1810-1888)
- Samuel Frederick Gray (1766-1828)
- Joseph Reynolds Green (1848-1914)
- Edward Lee Greene (1843-1915)
- Robert Kaye Greville (1794-1866)
- Nehemiah Grew (1641-1712)
- William Griffith (1810-1845)
- Jean Antoine Arthur Gris (1829-1872)
- August Heinrich Rudolf Grisebach (1814-1879)
- Jan Frederik Gronovius (1686-1762)
- Alexandre Grossheim (1898-1948)
- Giambattista Guatteri (1739-1793)
- Jean-Étienne Guettard (1715-1786)
- André Guillaumin (1885-1974)
- Jean Baptiste Antoine Guillemin (1796-1842)
- Marie Antoine Alexandre Guilliermond (1876-1945)
- Philibert Guinier (1876-1962)
- Johann Anton Güldenstädt (1745-1781)
- Hugo Gunckel Lüer (1901-1997)
- Johann Ernst Gunnerus (1718-1773)
- Henry Brougham Guppy (1854-1926)
- Robert Louis August Maximilian Gürke (1854-1911)
- Giovanni Gussone (1787-1866)
- Åke Gustafsson (1908-1988)
- Heinrich Josef Guthnick (1800-1880)
- Francis Guthrie (1831-1899)
- Guranda Gvaladze (en) (1932-)
- Heinrich Josef Guthnick (1880-1959)

## H
- Gottlieb Haberlandt (1854-1949)
- Carl Ludwig Hablitz (1752-1821)
- Eugen von Halácsy (en) (1842-1913)
- Francis Hallé (né en 1938)
- Albrecht von Haller (1708-1777)
- Susan Hallowell (1835-1911)
- Thomas van der Hammen (1924-2010)
- Ernst Hampe (1795-1880)
- Henry Fletcher Hance (1827-1886)
- Heinrich von Handel-Mazzetti (1882-1940)
- Joseph-Désiré Hannon (1822-1870)
- Bertel Hansen (1932-2005)
- Paul Auguste Hariot (1854-1917)
- Jack Harlan (1917-1998)
- Hermann Harms (1870-1942)
- Thomas Maxwell Harris (1903-1983)
- John William Harshberger (1869-1929)
- Georg Ludwig Hartig (1764-1837)
- Karl Theodor Hartweg (1812-1871)
- William Henry Harvey (1818-1866)
- Carl Otto Harz (1842-1906)
- Justus Carl Hasskarl (1811-1894)
- Emil Hassler (1864-1937)
- André-Georges Haudricourt (1911-1996)
- Heinrich Carl Haussknecht (1838-1903)
- Armand Havet (1795-1820)
- John Gregory Hawkes (1915-2007)
- Adrian Hardy Haworth (1767-1833)
- Bunzō Hayata (1874-1934)
- August von Hayek (1871-1928)
- Friedrich Gottlob Hayne (1763-1832)
- Michael Heads (né en 1957)
- Édouard Marie Heckel (1843-1916)
- Johannes Hedwig (1730-1799)
- Johannes Jacob Hegetschweiler (1789-1839)
- Gustav Hegi (1876-1932)
- Emil Johann Lambert Heinricher (1856-1934)
- Lorenz Heister (1683-1758)
- Amos Arthur Heller (1867-1944)
- William Botting Hemsley (1843-1924)
- Louis Forniquet Henderson (1853-1942)
- Norman Ingram Hendey (1903-2004)
- Paul Christoph Hennings (1841-1908)
- Jacques-Louis Hénon (1802-1872)
- Joseph-Marie Henry (1870-1947)
- John Stevens Henslow (1795-1861)
- William Herbert (1778-1847)
- Paul Hermann (1646-1695)
- Albert William Christian Theodore Herre (1868-1962)
- William Hertrich (1878-1966)
- Lexemuel Ray Hesler (1888-1977)
- August Hesselbo (1874-1952)
- Robert Heward (1791-1877)
- Benjamin Heyne (1770-1819)
- Gustav Heynhold (1800-1860)
- William Philip Hiern (1839-1925)
- Georg Hans Emmo Wolfgang Hieronymus (1846-1921)
- Johann Maria Hildebrandt (1847-1881)
- Arthur William Hill (1875-1941)
- John Hill (1714-1775)
- Thomas George Hill (1876-1954)
- William Hillhouse (1850-1910)
- Olive Mary Hilliard (1925-....)
- Oddur Jönsson Hjaltalín (1782-1840)
- Hirase Sakugorō (1856-1925)
- Albert Spear Hitchcock (1865-1935)
- Christian Ferdinand Friedrich Hochstetter (1787-1860)
- Maurice Hocquette (1902-1984)
- Georg Franz Hoffmann (1760-1826)
- Käthe Hoffmann (1883-1931)
- Johann Centurius von Hoffmannsegg (1766-1849)
- Wilhelm Hofmeister (1824-1877)
- Eduardo Ladislao Holmberg (1852-1937)
- Jens Holmboe (1880-1943)
- Richard Eric Holttum (1895-1990)
- Josef Holub (1930-1999)
- Theodor Holmskjold (1731-1793)
- Joseph Dalton Hooker (1817-1911)
- William Jackson Hooker (1785-1865)
- Jean Houzeau de Lehaie (1867-1959)
- David Heinrich Hoppe (1760-1846)
- Paul Fedorowitsch Horaninow (1796-1865)
- Johann Horkel (1769-1846)
- Jens Wilken Hornemann (1770-1841)
- Claës Fredric Hornstedt (1758-1809)
- Ivo Horvat (1897-1963)
- David Hosack (1769-1835)
- Carl Curt Hosseus (1878-1950)
- Jean-Baptiste Houllet (1815-1890)
- Homer Doliver House (1878-1949)
- Jacques-Julien Houtou de La Billardière (1755-1834)
- Jean Houzeau de Lehaie (1867-1959)
- Charles Howard-Bury (1881-1963)
- Albert Howard (1873-1947)
- John Eliot Howard (1807-1883)
- John Thomas Howell (1903-1994)
- Thomas Jefferson Howell (1842-1912)
- Bolesław Leon Hryniewiecki (1875-1963)
- Hu Xiansu (1894-1968)
- Candid Huber (1747-1813)
- Jacques (ou Jakob E.) Huber (1867–1914)
- Joseph Hubert (1747-1825)
- William Hudson (1730-1793)
- Auguste Marie Hue (1840-1917)
- Alfred Huet du Pavillon (1829-1907)
- Édouard Huet du Pavillon (1819-1908)
- Carl von Hügel (1795-1870)
- Eric Hultén (1894-1981)
- Henri Jean Humbert (1887-1967)
- Léon Humblot (1852-1914)
- William Hunter (1755-1812)
- Armando Theodoro Hunziker (1919-2001)
- Pierre Tranquille Husnot (1840-1929)
- Friedrich Hustedt (1886-1968)
- John Hutchinson (1884-1972)
- Claude B. Hutchison (1885-1980)

## I
- Hugh Hellmut Iltis (1925-2016)
- Hugo Iltis (1882-1952)
- Jan Ingenhousz (1730-1799)
- Collingwood Ingram (1880-1981)
- Paul Erdmann Isert (1756-1789)
- Antoine-Tristan Danty d'Isnard (1663-1743)
- Émile Issler (1872-1952)
- Kunio Iwatsuki (1934-)

## J
- Eugene Jablonszky (1892-1975)
- Albert Bruce Jackson (1876-1947)
- Benjamin Daydon Jackson (1846-1927)
- Henri Jaccard (1844-1922)
- Eugène Jacob de Cordemoy (1835-1911)
- Jens Peter Jacobsen (1847-1885)
- Victor Jacquemont (1801-1832)
- Henri-Antoine Jacques (1782-1866)
- Joseph Franz von Jacquin (1766-1839)
- Nikolaus Joseph von Jacquin (1727-1817)
- Georg Friedrich von Jäger (1785-1866)
- Hermann Jäger (1815-1890)
- Émile Jahandiez (1876-1938)
- Wilhelm Johannsen (1857-1927)
- Lawrence Alexander Sidney Johnson (1925-1997)
- Adrien-Henri de Jussieu (1797-1853)
- Antoine-Laurent de Jussieu (1748-1836)
- Antoine de Jussieu (1686-1758)
- Bernard de Jussieu (1699-1777)

## K
- Kaibara Ekiken (1630-1714)
- Pehr Kalm (1716-1779)
- Gustav Karl Wilhelm Hermann Karsten (1817-1908)
- Alice L. Kibbe (1881-1969)
- Jean Kickx (1775-1831)
- Jean Kickx (1803-1864)
- Jean Jacques Kickx (1842-1887)
- Paul Keddy (1953-)
- Michel Kerguélen (1928-1999)
- Frédéric Kirschleger (1804-1869)
- Karl Koch (botaniste) (1809-1879)
- Lucie Kofler (1910-2004)
- Vladimir Krajina (1905-1993)

## L
- Jacques-Julien Houtou de La Billardière (1755-1834)
- Lars Levi Laestadius (1800-1861)
- Mariano Lagasca y Segura (1776-1839)
- Andrés Laguna de Segovia (1499-1559)
- Herman Johannes Lam (1882-1977)
- Jean-Baptiste de Lamarck (1744 - 1829)
- Aylmer Bourke Lambert (1761-1842)
- Joseph Lanjouw (1920-1984)
- Joseph Dionisio Larreategui (?-1805?)
- Kai Larsen (1926-2012)
- Robert Greenleaf Leavitt (en) (1865-1942)
- Charles de L'Écluse dit Clusius (1526-1609)
- Nicolas Joseph Marie Le Gall (1787-1860)
- Peter Joseph Lenné (1789-1866)
- André Leroy (1801-1875)
- Jean Baptiste Leschenault de la Tour (1773-1826)
- Karl Georg Friedrich Rudolf Leuckart (1822-1898)
- Emmanuel Liais (1826-1900)
- Marie-Anne Libert (1782-1865)
- Élie Antoine Octave Lignier (1855-1916)
- John Lindley (1779-1865)
- Johan Ivar Lindroth (1872–1943)
- Johann Heinrich Friedrich Link (1767-1851)
- Carl von Linné (Carolus Linnaeus) (1707-1778)
- Carl von Linné le Jeune (1741-1783)
- Augustin Lippi (1678-1705)
- Teodor Lippmaa (1892-1943)
- Jean-Louis-Auguste Loiseleur-Deslongchamps (1774-1849)
- Harri Lorenzi (en) (1949-)
- John Claudius Loudon (1783-1843)
- Elias Lönnrot (1802-1884)
- Louis Lubbers (1832-1905)
- Dominique Luizet (1852-1930)

## M
- John Macadam (1827-1865)
- Julius Mac Leod (1857-1919)
- John Macoun (1831-1920)
- Joëlle Magnin-Gonze (1961-)
- Pierre Magnol (1638-1715)
- Joseph Henry Maiden (1859-1925)
- Albert Maige (1872-1943)
- Marcello Malpighi (1628-1694)
- Henri Jean Maresquelle (1898-1977)
- Humphry Marshall (1722-1801)
- Carl Friedrich Philipp von Martius (1794-1868)
- John Martyn (botaniste) (1699-1768)
- Jean Massart (1865-1925)
- Francis Masson (1741-1805)
- Carl Maximowicz (1827-1891)
- Gregor Mendel (1822-1884)
- Archibald Menzies (1754-1842)
- Konstantin Merezhkovsky (1855-1921)
- Clinton Hart Merriam (1855-1942)
- Alphonse Meunier (1857-1918)
- Franz Julius Ferdinand Meyen (1804-1840)
- Frank Nicholas Meyer (1875-1918)
- André Michaux (1746-1802)
- François André Michaux (1770-1855)
- John Miers (1789-1879)
- Walter Samuel Millard (en) (1864–1952)
- Philip Miller (1891-1771)
- Friedrich Anton Wilhelm Miquel (1811-1871)
- Karl Möbius (1825-1908)
- Hugo von Mohl (1805-1872)
- Paul Heinrich Gerhard Möhring (1710-1792)
- Xavier Montrouzier (1820-1897)
- George Thomas Moore (1871-1956)
- Maria Gugelberg von Moos (1836-1918)
- Philippe Morat (1937-)
- Robert Morison (1620-1683)
- Charles François Antoine Morren (1807-1858)
- Charles Jacques Édouard Morren (1833-1886)
- Ferdinand von Mueller (1825-1896)
- Fritz Müller (biologiste) (1822-1897)
- Otto von Münchhausen (1716-1774)

## N
- Karl Wilhelm von Nageli (1817-1891)
- George Valentine Nash (1864-1921)
- Noël Martin Joseph de Necker (1729-1793)
- Christian Gottfried Daniel Nees von Esenbeck (1776-1858)
- Luis Née (1734-1807)
- Gareth Jon Nelson (1937-)
- Charles Frederick Newcombe (en) (1851–1924)
- Frederick Charles Newcombe (en) (1858-1927)
- Frank Newhook (en) (1918-1999)
- Thomas Nuttall (1786-1859)

## O
- Daniel Oliver (1830-1916)
- Jules Offner (1873-1957)
- Garcia da Orta (1501-1568)

## P
- Peter Simon Pallas (1741-1811)
- Edward Palmer (botaniste) (1831-1911)
- Josif Pančić (1814-1888)
- John Parkin (1873-1964)
- John Parkinson (1567-1650)
- Filippo Parlatore 1816-1877)
- Charles Christopher Parry (1823-1890)
- William Paterson (botaniste) (1755-1810)
- Ruth Myrtle Patrick (1907-2013)
- Ferdinand Albin Pax (1858-1942)
- Donald Culross Peattie (1898-1964)
- François Pellegrin (1881-1965)
- Jean-Marie Pelt (1933-2015)
- Henri Perrier de La Bâthie (1873-1958)
- Émile Perrot (1867–1951)
- Christiaan Hendrik Persoon (1761-1836)
- Paul Pétard (1912-1980)
- Ronald H. Petersen (1934-)
- James Petiver (v.1663-1718)
- Donald Petrie (botaniste) (en) (1846-1925)
- Rodolfo Amando Philippi (1808-1904)
- Angela Piskernik (1886-1967)
- Joseph Pitton de Tournefort (1656-1708)
- Jules Émile Planchon (1823-1888)
- Lucien Plantefol (1891-1983)
- Pline l'Ancien (23-79)
- Charles Plumier (1646-1704)
- Eduard Friedrich Poeppig (1798-1868)
- Joel Roberts Poinsett (1779-1851)
- Illtyd Buller Pole-Evans (1879-1968)
- Nicholas Vladimir Polunin (1909–1997)
- Oleg Polunin (1914-1985)
- Karel Bořivoj Presl (1794-1852)
- Cyrus Guernsey Pringle (1838-1911)
- Nathanael Pringsheim (1823-1894)
- Johannes Max Proskauer (1923-1970)
- Frederick Traugott Pursh (1774-1820)
- Paul-Émile De Puydt (1810-1888 ou 1891)
- Germaine Pottier-Alapetite (1894-1971)

## R
- Oliver Rackham (1939-2015)
- Constantine Samuel Rafinesque (1783-1840)
- Gilles-Joseph-Evrard Ramoux (1750-1826)
- Leonhard Rauwolf (1535 ou 1540-1596)
- Peter H. Raven (1936-)
- John Ray (1627-1705)
- Aline Raynal-Roques (1937-)
- Heinrich Gustav Reichenbach (1824-1889)
- Ludwig Reichenbach (1793-1879)
- Léopold Reichling (1921-2009)
- José Manuel Restrepo (1781-1863)
- Louis Claude Richard (1754-1821)
- Pierre Richer de Belleval (1564-1632)
- Henry Nicholas Ridley 1855-1956)
- Augustus Quirinus Rivinus (1652-1723)
- Benjamin Lincoln Robinson (1864-1935)
- Harold Ernest Robinson (1932-2020)
- Joseph Rock (1884-1962)
- Johann Christoph Röhling (1757-1813)
- Jules Rothschild (1838-1900)
- François Antoine Roucel (1735-1831)
- Casimir Roumeguère (1828-1892)
- William Roxburgh (1751-1815)
- Eduard August Rübel (1876-1960)
- Hipólito Ruiz López (1754-1816)
- Georg Eberhard Rumphius (1627-1702)

## S
- Joseph Sabine (1770-1837)
- Julius von Sachs (1832-1897)
- Auguste de Saint-Hilaire (1779-1853)
- Edward James Salisbury (1886-1978)
- Richard Anthony Salisbury (1761-1829)
- Charles Sprague Sargent (1841-1927)
- William Saunders (botaniste) (en) (1822-1900)
- William Saunders (scientifique) (1836-1914)
- William Wilson Saunders (1809-1879)
- Horace-Bénédict de Saussure (1740-1799)
- Charles Sauvage (1909-1980)
- Elisabeth Schiemann (1881-1972)
- Franz Paula von Schrank (1747-1835)
- Diederich Franz Leonhard von Schlechtendal (1794-1866)
- Rudolf Schlechter (1872-1925)
- Matthias Jakob Schleiden (1804-1881)
- Otto Schmeil (1860-1943)
- Johannes Schmidt (1877-1933)
- George Schoener (1864-1941)
- Heinrich Wilhelm Schott (1794-1865)
- Friedrich Wilhelm Schultz (1804–1876)
- Karl Moritz Schumann (1851-1904)
- Georg August Schweinfurth (1836-1925)
- Giovanni Antonio Scopoli (1723-1788)
- Berthold Carl Seemann (1825-1871)
- Prideaux John Selby (1788-1867)
- Marc-André Selosse (1968-)
- Ignace Philippe Semmelweis (1818-1865)
- Jean Senebier (1742-1809)
- George Kearsley Shaw (1751-1813)
- John Sibthorp (1758-1796)
- Karl Theodor Ernst von Siebold (1804-1885)
- Philipp Franz von Siebold (1796-1866)
- John Kunkel Small (1869-1938)
- James Edward Smith (1759-1828)
- Johannes Jacobus Smith (1867-1947)
- Deirdré Anne Snijman (1949-)
- Daniel Solander (1733-1782)
- Pierre Sonnerat (1748-1814)
- Rezső Soó (1903-1980)
- Etienne Soulange-Bodin (1774-1846)
- Kurt Sprengel (1766-1833)
- Joseph Antoine Spring (1814-1872)
- Richard Spruce (1817-1893)
- Herman Spöring (1733-1771)
- Frans Antonie Stafleu (1921-1997)
- Agustín Stahl (1842-1917)
- Paul Carpenter Standley (1884-1963)
- George Ledyard Stebbins (1906-2000)
- Georg Wilhelm Steller (1709-1746)
- Edith Layard Stephens (1884-1966)
- Kaspar Maria von Sternberg (1761-1838)
- Peter F. Stevens (1944-)
- Ilma Grace Stone (1913-2001)
- Embrik Strand (1876-1947)
- Eduard Adolf Strasburger (1844-1912)
- George Bishop Sudworth (1864-1927)

## T
- Jacobus Theodorus Tabernaemontanus (1522-1590)
- Armen Takhtajan (1910-2009)
- Paul Hermann Wilhelm Taubert (1862-1897)
- John Templeton (botaniste) (en) (1766–1825)
- Théophraste (371 av. J.-C.-288 av. J.-C.)
- Graham Stuart Thomas (en) (1909-2003)
- Franz Thonner (1863-1928)
- Robert Folger Thorne (1920-2015)
- Louis-Marie Aubert du Petit-Thouars (1758-1831)
- Carl Peter Thunberg
- Agostino Todaro
- John Torrey
- Joseph Pitton de Tournefort (1656-1708)
- Louis Charles Trabut (1853-1929)
- John Tradescant l'Ancien (1570-1638)
- John Tradescant le Jeune  (1608-1662)
- Ernst Rudolf von Trautvetter
- Ludwig Triest
- Mikhail Tsvet
- Edward Tuckerman
- William Turner (1510-1568)
- Odette Tuzet (1903-1976)

## V
- Lino Vaccari (1873-1951)
- Martin Vahl (1749-1804)
- Sébastien Vaillant (1669-1722)
- Jacques-Nicolas Vallot (1771-1860)
- Joseph-O. Vandal (1907-1994)
- Domenico Agostino Vandelli (1735-1816)
- Johannes Franciscus Van Sterbeeck (1630-1693)
- Nikolai Vavilov (1887-1943)
- Augusta Vera Duthie (1881-1963)
- Marie-Victorin (1885-1944)
- Dominique Villars (1745-1814)
- Domenico Vigna (1577?-1647)

## W
- Warren H. Wagner (1920-2000)
- Göran Wahlenberg (1780-1851)
- Nathaniel Wallich (1786-1854)
- Otto Warburg (botaniste) (1859-1938)
- Philip Barker Webb (1793-1854)
- Christian Ehrenfried Weigel (1748-1831)
- Friedrich Welwitsch (1806-1872)
- Alfred Wesmael (1832-1905)
- Robert H. Whittaker (1920-1980)
- Émile Auguste Joseph De Wildeman (1866-1947)
- Carl Ludwig Willdenow (1765-1812)
- James Hamlyn Willis (1910–1995)
- Heinrich Moritz Willkomm (1821-1895)
- William Withering (1741-1799)

## X
- Guy Xhonneux (1953-)

## Z
- Peter Francis Zika (1957-)
- Walter Max Zimmermann (1892-1980)
- Joseph Gerhard Zuccarini